# Carlo Di Benedetto
Pour les articles homonymes, voir Benedetto.
Carlo Di Benedetto est un joueur de rink hockey né le 31 mai 1996. Formé à Noisy-le-Grand, il évolue au sein du club de la Roche-sur-Yon durant trois saisons avant de rejoindre le championnat espagnol au HC Liceo, puis le Portugal avec FC Porto.
En 2014, parallèlement à sa carrière sportive, il se dirige vers des études en STAPS à l'université de Nantes, qui se poursuivraient à l'université de La Corogne.

## Parcours sportif

### En club

#### Formation à Noisy-le-Grand (2001-2012)
Il effectue l'ensemble de sa formation au sein du club de Noisy-le-Grand dans lequel il a débuté à l'âge de cinq ans. Après deux années d'apprentissage, il fait le choix de pratiquer le rink hockey sous l'autorité des entraîneurs Julien Dupré et Michel Guiry. Il est par la suite entraîné par la joueuse internationale, Tatiana Malard puis par Sergi Punset.

#### Début chez les séniors en France (2012-2016)
En 2012, il se rend à Mérignac pour commencer sa carrière sénior. Bien qu'âgé de seulement 17 ans, il débute directement dans l'équipe première du club qui évolue en Nationale 1. Il marque 24 buts dès sa première saison dans les matchs de championnat et de coupe de France. La saison suivante, dans le but de trouver un meilleur environnement sportif, il se rend à la Roche-sur-Yon où il termine vice-champion de France de Nationale 1 et obtient la coupe de France.

#### Professionnalisation en Espagne et au Portugal (2016-...)
Dans le courant de la première moitié de 2016, alors qu'il a pour projet de poursuivre la saison suivante avec La Roche-sur-Yon, Carlo Di Benedetto reçoit une offre de Liceo. Il considère ce club comme étant l'un des grands clubs espagnols. Il décide d'accepter l'offre et de quitter le club vendéen pour rejoindre l'Espagne où il signe un contrat professionnel. Il signe avec Liceo un contrat de deux ans, avec une éventuelle prolongation pour une troisième saison. 

Dès le mois de novembre 2016, il est amené à rejouer sur un terrain français dans le cadre de la Ligue européenne. Il affronte le club qu'il vient de quitter, La Roche-sur-Yon, et affronte ses deux frères qui y sont restés. À l'issue de la saison 2016-2017, alors que son frère se classe meilleur buteur de France, Carlo qui avait pris la seconde place du classement lors de son dernier championnat en France, parvient à marquer 18 buts en Ok Liga. Il se classe ainsi à la 36e position.

### En équipe de France
En 2010 et à l'âge de 14 ans, il intègre l'équipe de France dans les catégories jeunes. 

Lors de sa première participation en championnat d'Europe U17, la France se classe à la septième place. Deux années plus tard, il termine second meilleur buteur de cette même compétition en inscrivant neuf buts et permettant à la France d'obtenir une médaille d'argent. 

Pour sa première participation dans la sélection des moins de 20 ans, en 2012, il obtient une médaille de bronze. Il participe également au championnat d'Europe U20 à Valongo (Portugal) du 6 au 11 octobre 2014.
En 2014, il participe à sa première compétition internationale lors du championnat d'Europe au sein de la délégation française. En 2015, il est retenu pour participer à la Coupe des nations, quelques mois avant de participer aux Mondiaux en France. Durant ces deux compétitions, il est meilleur buteur de la Coupe des Nations et meilleurs buteurs français du mondial.
En 2021, il devient vice-champion d'Europe avec l'équipe de France lors du championnat d'Europe 2021 à Paredes, au Portugal. La France s'incline 2 à 1 après prolongations face à l'Espagne. Il est désigné meilleur joueur de cette compétition en compagnie de son compatriote Baptiste Bonneau qui est, lui, désigné meilleur gardien.

### Palmarès
En 2014, il obtient sa première Coupe de France avec le club de la Roche sur Yon. Après une saison blanche en 2015, il est sacré champion de France de Nationale 1 en 2016 avant son départ pour l'Espagne.
En 2024, le club du FC Porto lui décerne la récompense du dragon d'or.